# Kobyla (gmina Kornowac)
Kobyla, německy Wilhelmsthal, je vesnice ve gmině Kornowac v okrese Racibórz (Ratiboř) ve Slezském vojvodství v jižním Polsku. Geograficky se také nachází v pohoří Płaskowyż Rybnicki, Horním Slezsku a okrajově také v krajinném parku Park Krajobrazowy Cysterskie Kompozycje Krajobrazowe Rud Wielkich. Je také sídlem místního sołectwí.

## Historie
Kobyla je poprvé písemně zmiňovaná pod názvem Cobela v roce 1272. Vojsko polského krále Jana III. Sobieského, které táhlo proti Osmanské říši do slavné bitvy u Vídně (resp. bitvy u Kahlenbergu), tábořilo mezi Kobylou a Budzinem v roce 1683. V obci je fara, hřbitov a kostel Kościół pw. Niepokalanego Serca Marii (Neposkvrněného Srdce Panny Marie), který se stavěl v letech 1935 až 1940. V letech 1975-1998 Kobyla administrativně patřila do již zaniklého Katovického vojvodství.

## Geografie
Kobyla leží 2 km severozápadně od Kornowace, výše nad údolím řeky Odra. Obcí protéká potok Żabnica (zvaný také Bodek) a několik menších vodních toků. V roce 2011 zde žilo 1077 obyvatel a v roce 2021 zde žilo 1164 obyvatel.

## Další informace
Územím Kobyly vedou turistické trasy Szlak Młodości Eichendorffa a Szlak Husarii Polskiej a také několik cyklostezek.

## Galerie

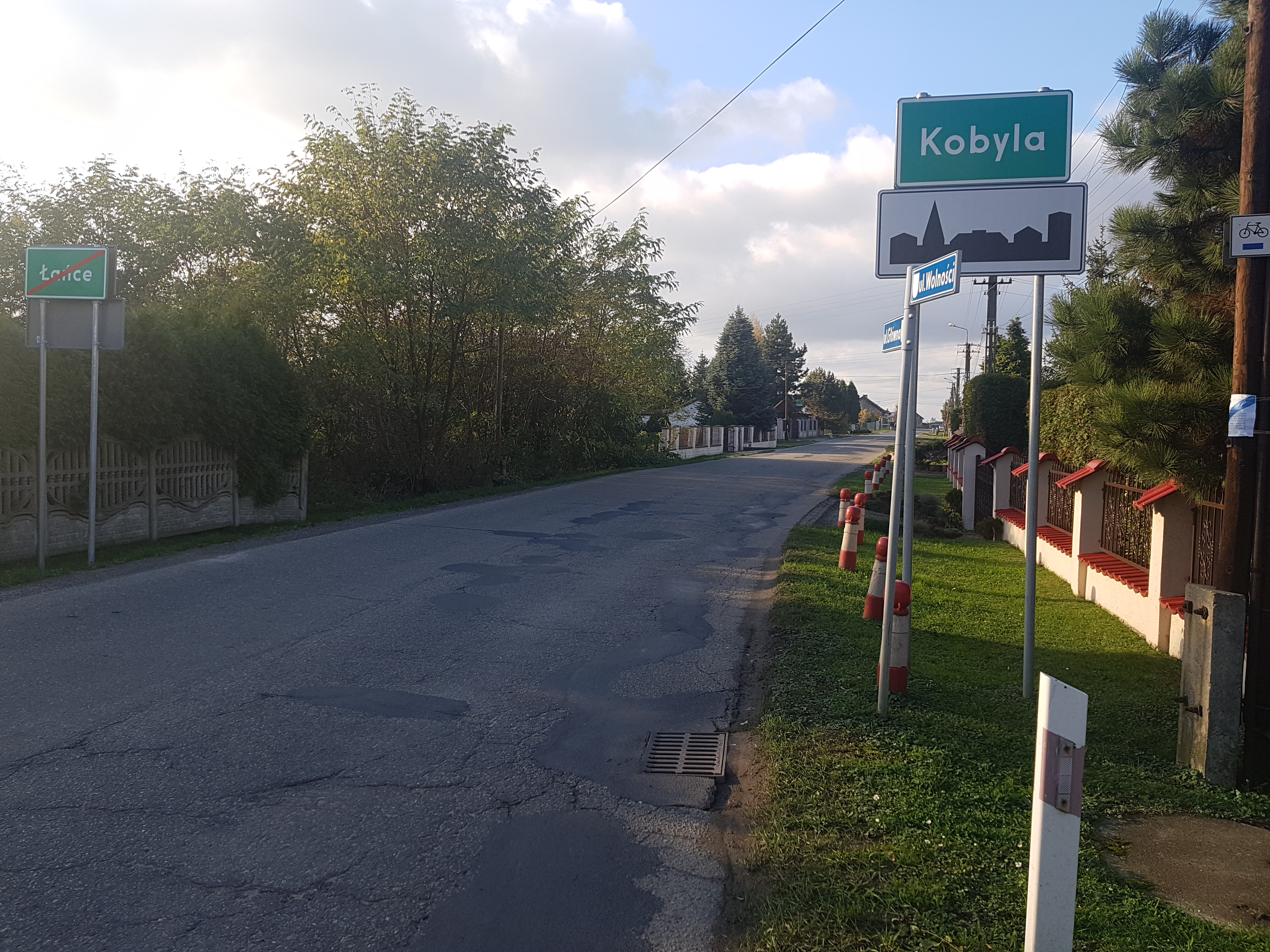
Vjezd do vesnice od východu
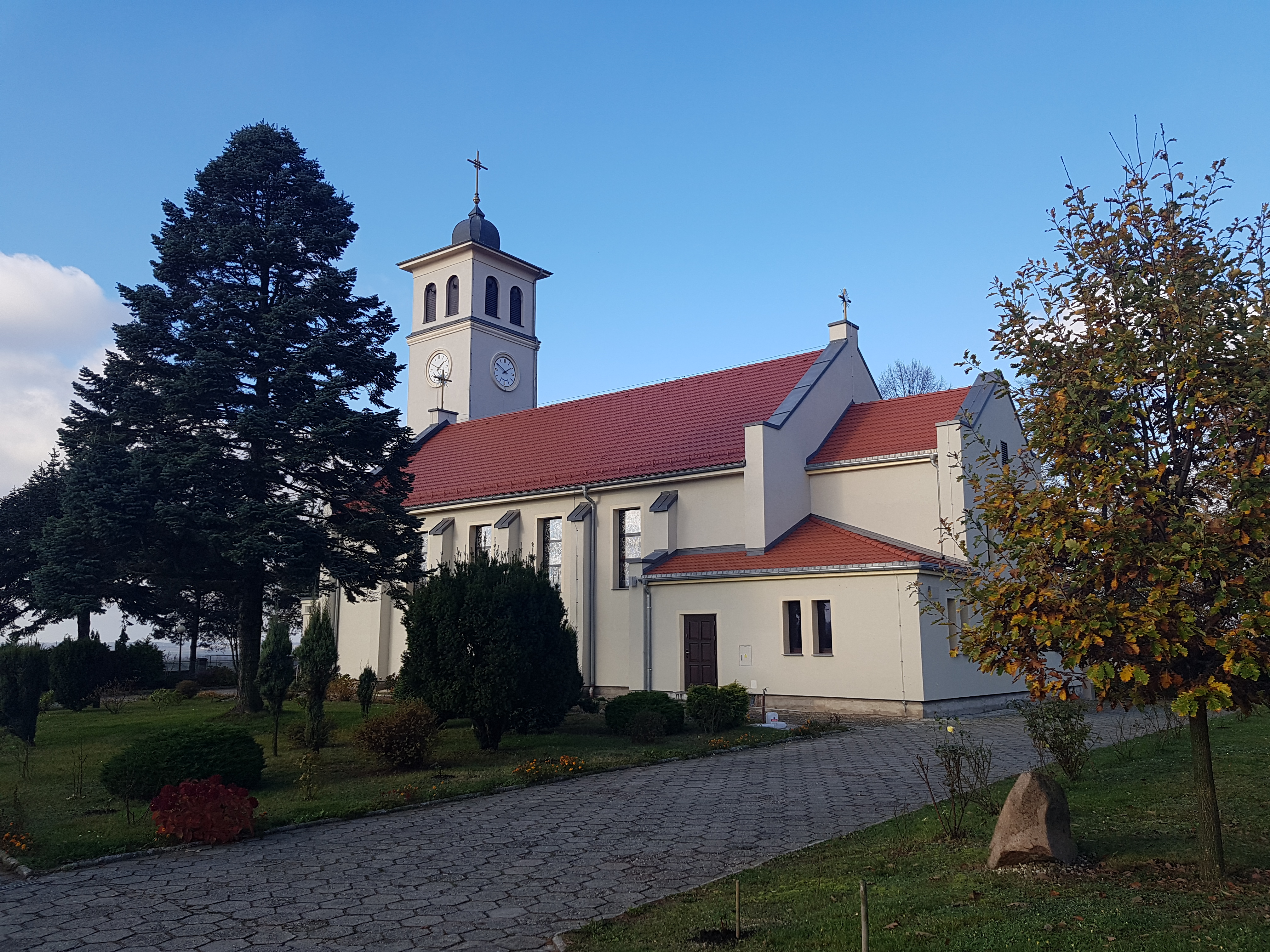
Kościół pw. Niepokalanego Serca Marii (Neposkvrněného Srdce Panny Marie)